# Les Roches
Cet article court présente un sujet plus développé dans : Sougères-en-Puisaye.
Les Roches est l'un des hameaux de Sougères-en-Puisaye. Il est situé à environ 4,5 km du bourg, à l'est. Outre le calvaire des Roches, le hameau compte à son patrimoine, l'ancienne maison de garde-barrière ainsi que le puits d'Abel.

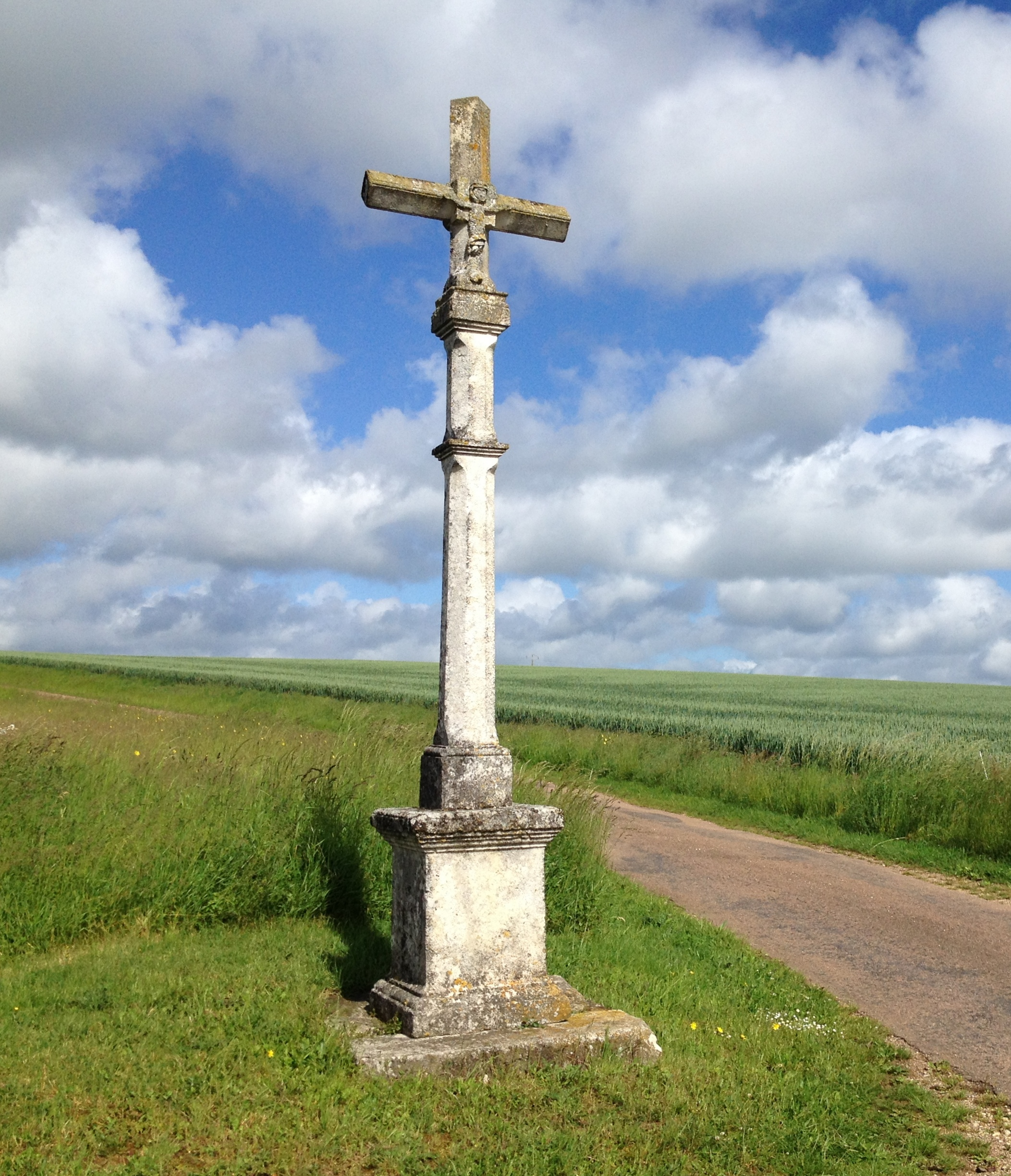
Le calvaire des Roches à l'entrée du hameau.
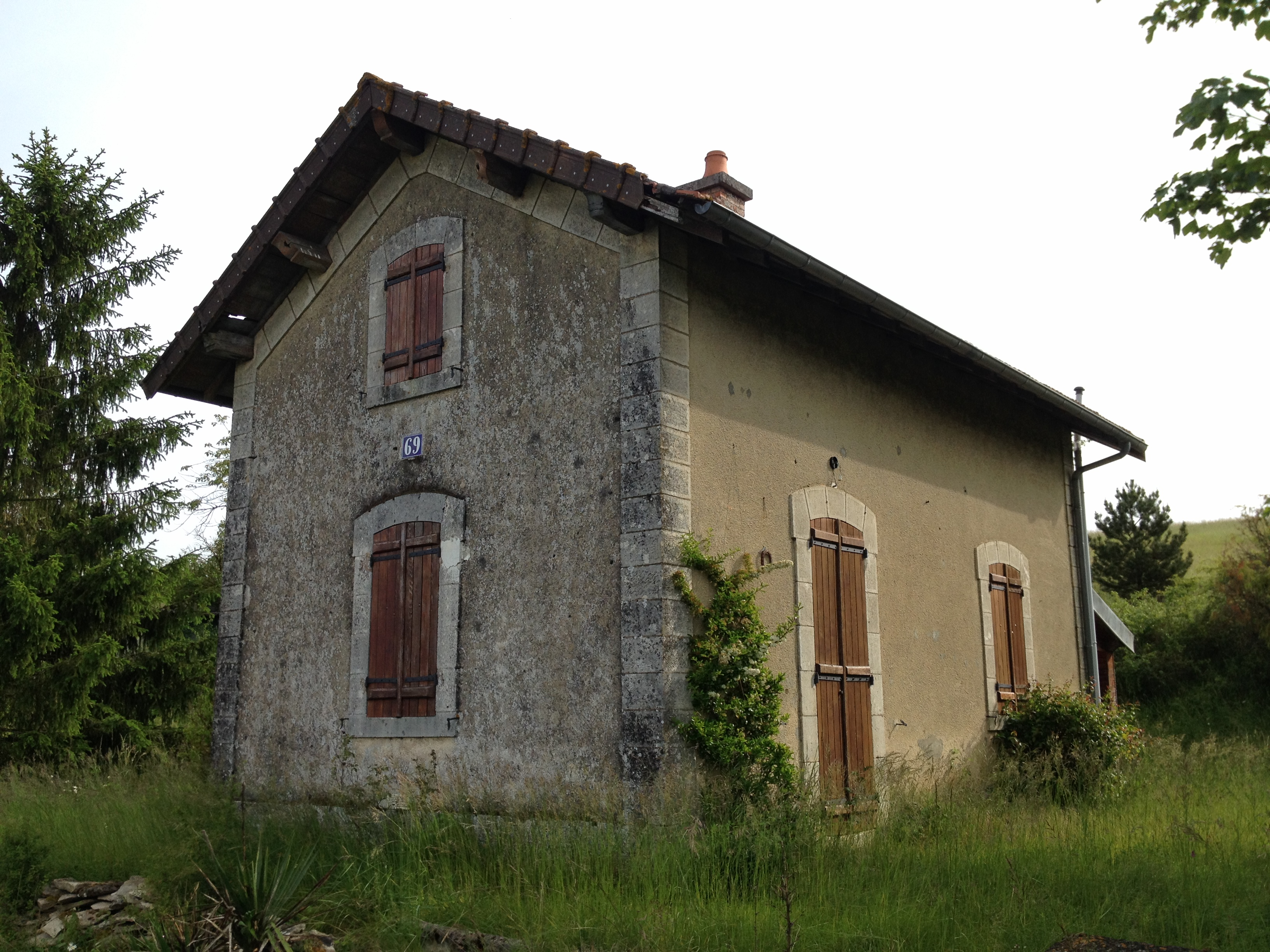
L'ancienne maison de garde-barrière.
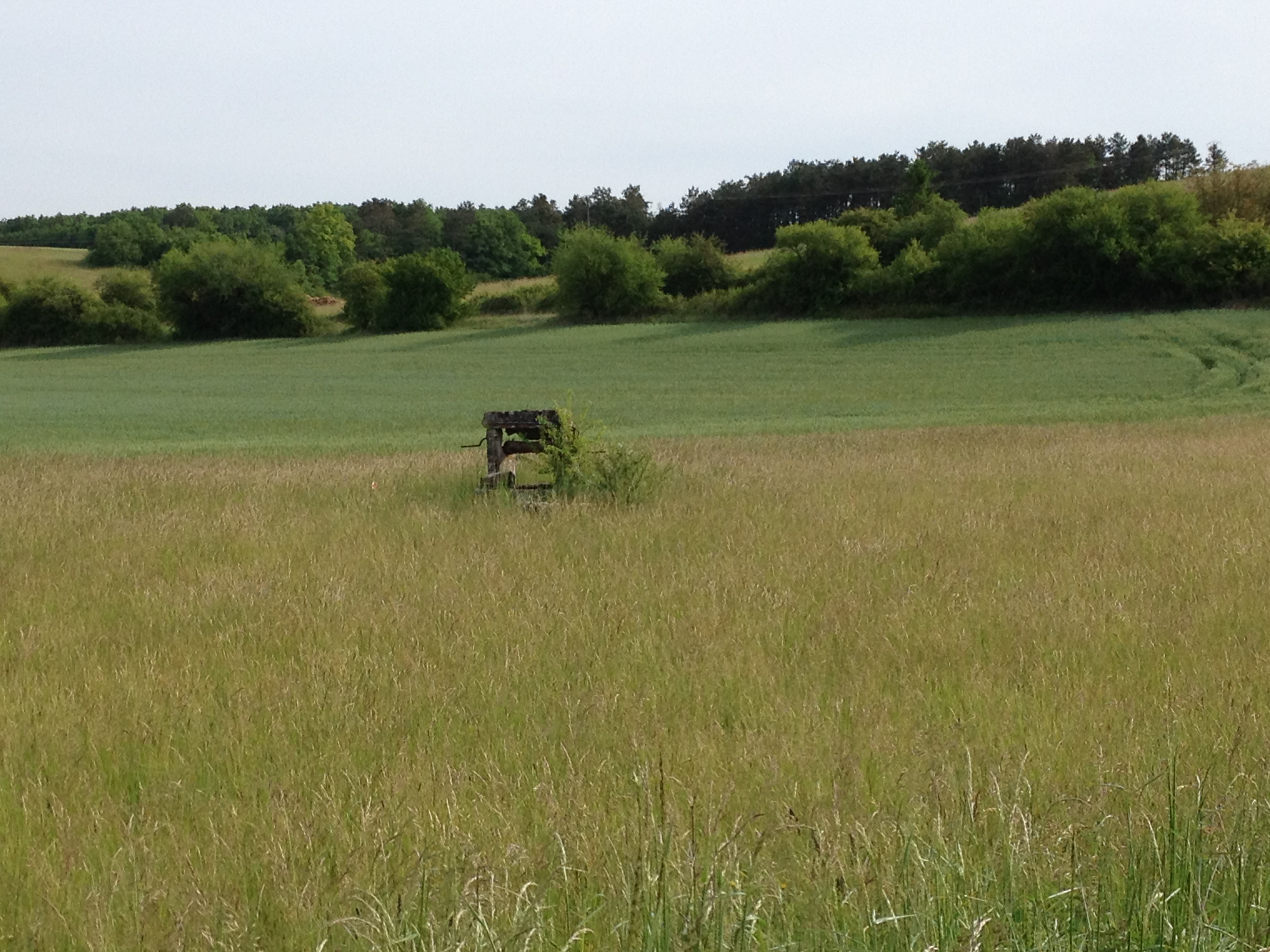
Le puits d'Abel.